# رقابت مرحله‌ای

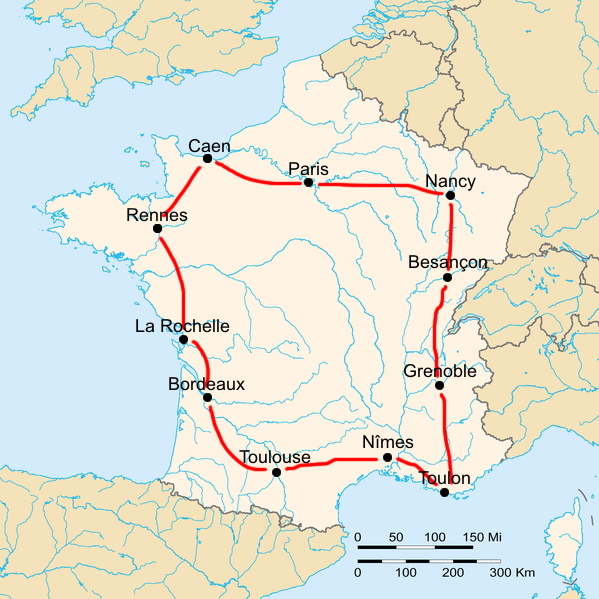
تور د فرنس 1905

در ورزش، مرحله یا دور واحدی از یک مسابقه مانند رویدادهای چندروزه است که به دلیل طولانی بودن مسافتی که باید طی شود، به چند بخش تقسیم می‌شود. معمولاً مسابقه شامل مراحل معمولی است؛ ولی گاهی ممکن است مراحل به صورت تایم تریل انفرادی یا تایم تریل تیمی نیز برگزار شوند. مسابقات طولانی مانند تور دو فرانس و جیرو دیتالیا به خاطر مراحل یک‌روزهٔ خود شناخته‌شده هستند. همچنین مسابقهٔ قایق‌رانی بادبانی ولوکس ۵ معمولاً به ۴ مرحلهٔ چندهفته‌ای تقسیم می‌شود که قایقرانان در هر مرحله، شبانه‌روز به صورت پیوسته مسابقه می‌دهند. در رویدادهای دوچرخه‌سواری و دو، مسابقه‌ای که دارای مرحله‌های مختلف باشد، مسابقهٔ مرحله‌ای نامیده می‌شود.

## مراحل مسابقهٔ دوچرخه‌سواری
در مرحله‌های معمولی مسابقهٔ دوچرخه‌سواری جاده، همهٔ رکابزنان به صورت همزمان در مسیری مشترک رقابت را آغاز می‌کنند. قرار گرفتن در خلأ پشت رکابزنان جلویی یک تاکتیک رقابتی است؛ زیرا یک رکابزن تنها بخت کمی برای پیشی گرفتن از گروهی کوچک از رکابزنان که نفر پیشتاز به صورت چرخشی تغییر می‌کند، دارد. اکثریت رکابزنان یک گروه بزرگ واحد را تشکیل می‌دهند که گروه اصلی خوانده می‌شود و گروه‌های پیشتاز جلوتر از آن حرکت می‌کنند. کسانی که از گروه اصلی عقب می‌افتند نیز گروه‌های بعدی را شکل می‌دهند. در مراحل کوهستانی، گروه اصلی به چند بخش تقسیم می‌شود؛ ولی در مراحل مسطح، چنین جداشدگی نادر است.
هنگامی که گروهی از رکابزنان با یکدیگر به خط پایان می‌رسند، با هم برای کسب چند ثانیه رقابت نمی‌کنند. قانونی وجود دارد که اگر رکابزنی در فاصلهٔ کمتر از یک ثانیه با رکابزن جلویی به خط پایان برسد، زمان یکسانی با آن رکابزن به او داده می‌شود. این قانون برای شمار بیشتری از رکابزنان نیز برقرار است. بنابراین اگر گروهی از رکابزنان، مسابقه را با یکدیگر به پایان برسانند، زمان رکابزن پیشتاز برای همهٔ اعضای گروه ثبت می‌شود؛ حتی اگر فاصلهٔ ابتدا و انتهای گروه چندین ثانیه یا چند دقیقه باشد.
برای رکابزنانی که در ۳ کیلومتر پایانی مسیر تصادف می‌کنند، زمانی برابر با گروه همراه آنها در زمان تصادف ثبت می‌شود. این باعث می‌شود که آخرخط‌روها به دلیل برخورد در کیلومترهای پایانی مسابقه، جریمه نشوند.

### مراحل مسطح
مرحله‌های معمولی را می‌توان به دو دستهٔ مرحله‌های سرعتی و مرحله‌های سربالایی تقسیم کرد. مرحله‌های سرعتی در مسیرهای نسبتاً مسطح برگزار می‌شوند و فرار کردن از گروه اصلی توسط گروه‌های کوچک یا افراد تنها مشکل است. ازاین‌رو گروه اصلی به صورت انبوه به خط پایان نزدیک می‌شود. برخی گروه‌ها پیرامون یک متخصص سرعت سازمان‌دهی می‌شوند و در کیلومترهای پایانی مرحلهٔ سرعتی، این تیم‌های تلاش می‌کنند که در جلوی گروه اصلی قرار گیرند. در چند صد متر پایانی، رکابزنان دیگر جلوی رکابزن سرعتی قرار می‌گیرند و در حالی که در خلأ پشت آن‌ها قرار دارد، به‌شدت رکاب می‌زنند. در نزدیکی خط پایان (بیشینه ۲۰۰ متر) رکابزن سرعتی حمله می‌کند تا پیشتازی را به دست آورد و زودتر از سایر رکابزنان از خط پایان بگذرد. در مرحله‌های سرعتی به‌ندرت ممکن است اختلاف زمانی زیادی به وجود آید؛ ولی رقابت‌کنندگان رده‌بندی اصلی، تمایل دارند در نزدیکی جلوی گروه باشند تا از برخوردهای احتمالی مصون بمانند.

### مراحل کوهستانی
مرحله‌های کوهستانی معمولاً باعث جداشدگی در بخش‌های پایانی مسابقه می‌شوند؛ به‌ویژه مراحلی که پایان آن‌ها در بالای کوه است. به این دلیل، مراحل کوهستانی در بسیاری از تورها تعیین‌کننده هستند و معمولاً صدها یا هزاران تماشاگر دارند.
بخش‌های کوهستانی به دلیل قوانین فیزیکی باعث جدایی بزرگی میان زمان‌های خاتمهٔ مرحله می‌شوند. نخست این که کاهش سرعت باعث می‌شود که مزیت آیرودینامیکی کسب شده توسط کاهش فشار هوا بسیار کمتر باشد. همچنین رکابزنان سبک‌تر نیروی بیشتری نسبت به رکابزنان سنگین‌تر تولید می‌کنند؛ بنابراین رکابزنان معمولی یا سرعتی در سربالایی به زحمت می‌افتند و زمان زیادی از دست می‌دهند. معمولاً این رکابزنان در گروه‌هایی با سرعت ثابت رکاب می‌زنند و تنها هدف آن‌ها گذر از خط پایان در محدودهٔ زمانی مشخص (معمولاً ۱۵٪ بیشتر از زمان برندهٔ مرحله) است.
رکابزنان سبک‌تر سربالایی‌ها را با سرعت بیشتری طی می‌کنند. رکابزنان رقیب در رده‌بندی اصلی تلاش می‌کنند نزدیک به جلوی گروه بمانند و با چند هم‌تیمی خود همراه باشند. این هم‌تیمی‌ها سرعت را تنظیم می‌کنند (و تلاش می‌کنند رکابزنان حریف را پشت سر بگذارند) و حمایت روانی از رهبر گروه را فراهم می‌کنند. معمولاً هنگامی که فاصلهٔ کمی تا خط پایان باقی مانده‌است، رهبر گروه حمله می‌کند تا زمان مناسبی نسبت به رقیبان اصلی به دست آورد. ممکن است در چند کیلومتر از مسیر کوهستانی فاصلهٔ دو تا سه دقیقه ایجاد شود.

### مراحل نیمه‌کوهستانی
در مسابقات مرحله‌ای بزرگ‌تر برخی مراحل به صورت نیمه‌کوهستانی یا تپه‌ای طراحی می‌شوند. این مرحله‌ها سخت‌تر از مراحل مسطح و ساده‌تر از مراحل کوهستانی هستند و مراحل مناسبی برای فرار انفرادی یا گروهی رکابزنانی که نه متخصص سرعت و نه متخصص سربالایی هستند، به شمار می‌روند. تفاوت میان مراحل کوهستانی و نیمه‌کوهستانی توسط مسئولان مسابقه تعیین می‌شود.